# Plan Telaraña (México)
El plan telaraña fue un a operación extraoficial mexicana puesta en marcha durante mayo de 1971 por el presidente Luis Echeverría Álvarez, a través de la Secretaría de la Defensa Nacional (SEDENA) con el objetivo de erradicar a los grupos guerrilleros en la zona del estado de Guerrero.

## Antecedentes
El gobierno mexicano en lo que se conoce la guerra sucia entre los años 1960 y 1980, comprendido por el gobierno de los presidentes Adolfo López Mateos (1958-1964), Gustavo Díaz Ordaz (1964-1970), Luis Echeverría Álvarez (1970-1976) y José López Portillo (1976-1982), estableció una serie de políticas que buscaban perseguir y exterminar a las organizaciones políticas que se oponían al régimen.
Siendo así que surgieron diversos planes y operaciones documentados con nombres clave.

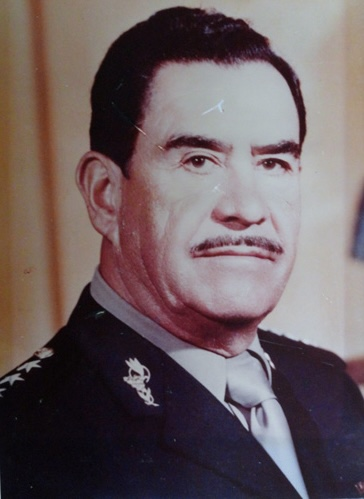
General de división responsable de la operación telaraña

Tan solo en el estado de Guerrero, se instrumentaron al menos 14 campañas militares entre los años 1968 y 1974.
Uno de ellos es el plan telaraña, autorizado por el general Hermenegildo Cuenca Díaz, Secretario de Defensa del gobierno de Luis Echeverría Álvarez el 7 de abril de 1971 que puntualmente buscaba combatir y derrocar a los guerrilleros Lucio Cabañas dirigente del partido de los pobres (cuyo nacimiento se dio en 1967) y Genaro Vázquez Rojas de la Asociación Cívica Nacional Revolucionaria centrando los ataques en la zona de la sierra del estado de Guerrero y sus comunidades circundantes.
Dicho plan describía detalladamente las actividades y responsabilidades de cada parte batallón, a través de la fuerza y de la intervención del ejército mexicano, Dirección Federal de Seguridad y fuerzas locales del estado de Guerrero con sede en la Costa Grande, y en la Costa Chica, integrados por las fuerzas regulares de la 27 y en la 35. Las zonas Militares, con base de operación situada en Acapulco y Chilpancingo, respectivamente, y con el uso de elementos de contención sitiadas en zonas militares de los estados aledaños de Michoacán (21a. zona militar), Estado de México (22a. zona militar), Morelos (24), Puebla (25 y Oaxaca (28 ). 
Los batallones de infantería 32, 48, 49 y 50, pertenecientes a las zonas militares de Acapulco y Chilpancingo, actuarían de manera directa en el acoso militar contra la guerrilla. 
Contemplaba como objetivo principal el exterminio de los “grupos maleantes”, e incluía la creación de como lo llamaban un centro de escucha de transmisiones a fin de detectar e interceptar las radiocomunicaciones clandestinas de los maleantes, en adición autorizaba el uso de sobornos y extorsiones con el fin de recuperar información importante que pudiera ser relevante para la operación del caso.
Ahora bien, un informe redactado por el Jefe de Estado Mayor de la sección tercera de la Secretaría de Defensa proporciona información que destaca que aunque la orden era realizar el plan del 9 al 30 de abril de 1971, fue hasta 1972 cuando terminó de aplicarse, dado a no haber cubierto los objetivos centrales de su creación, aunque si mostró resultados.
En este contexto, a mediados de 2025 el gobierno federal rindió tributo a Hermenegildo Cuenca Díaz organizaciones civiles rechazaron el tributo que el gobierno federal por su participación histórica en dicho plan.